# جوناس جي. هوارد
جوناس جي. هوارد (بالإنجليزية: Jonas G. Howard)‏ هو محامي وسياسي أمريكي، ولد في 22 مايو 1825 في نيو ألباني في الولايات المتحدة، وتوفي في 5 أكتوبر 1911 في جيفرسونفيلي في الولايات المتحدة. حزبياً، نشط في الحزب الديمقراطي. وقد انتخب عضو مجلس النواب الأمريكي.